# Rebuild
Rebuild è il terzo album in studio del gruppo christian rock statunitense The Letter Black. L'album è stato pubblicato il 10 settembre 2013 con l'etichetta Tooth & Nail Records.

## Tracce
1. Sick Charade – 3:14
2. Break Out – 3:27
3. Pain Killer – 3:35
4. Found – 4:08
5. Up From the Ashes – 3:58
6. Outside Looking In – 4:07
7. Rebuild – 3:44
8. Smothering Walls – 3:08
9. Shattered – 3:15
10. Devil On Your Back – 3:21
11. Branded – 3:18

## Formazione
- Sarah Anthony – voce
- Mark Anthony – chitarra, cori
- Matt Beal – basso
- Justin Brown – batteria